# Masacre de Oradour-sur-Glane

La Masacre de Oradour-sur-Glane fue el resultado del ataque por efectivos de la 3.ª Compañía del 1.er Batallón del Regimiento Der Führer, de la División SS Das Reich del Waffen-SS del III Reich en contra de los civiles indefensos presentes en el emplazamiento original de la comuna francesa de Oradour-sur-Glane, en el departamento de Alto Vienne de la región de Lemosín, el 10 de junio de 1944, mientras tenía lugar la Batalla de Normandía en la Segunda Guerra Mundial. 

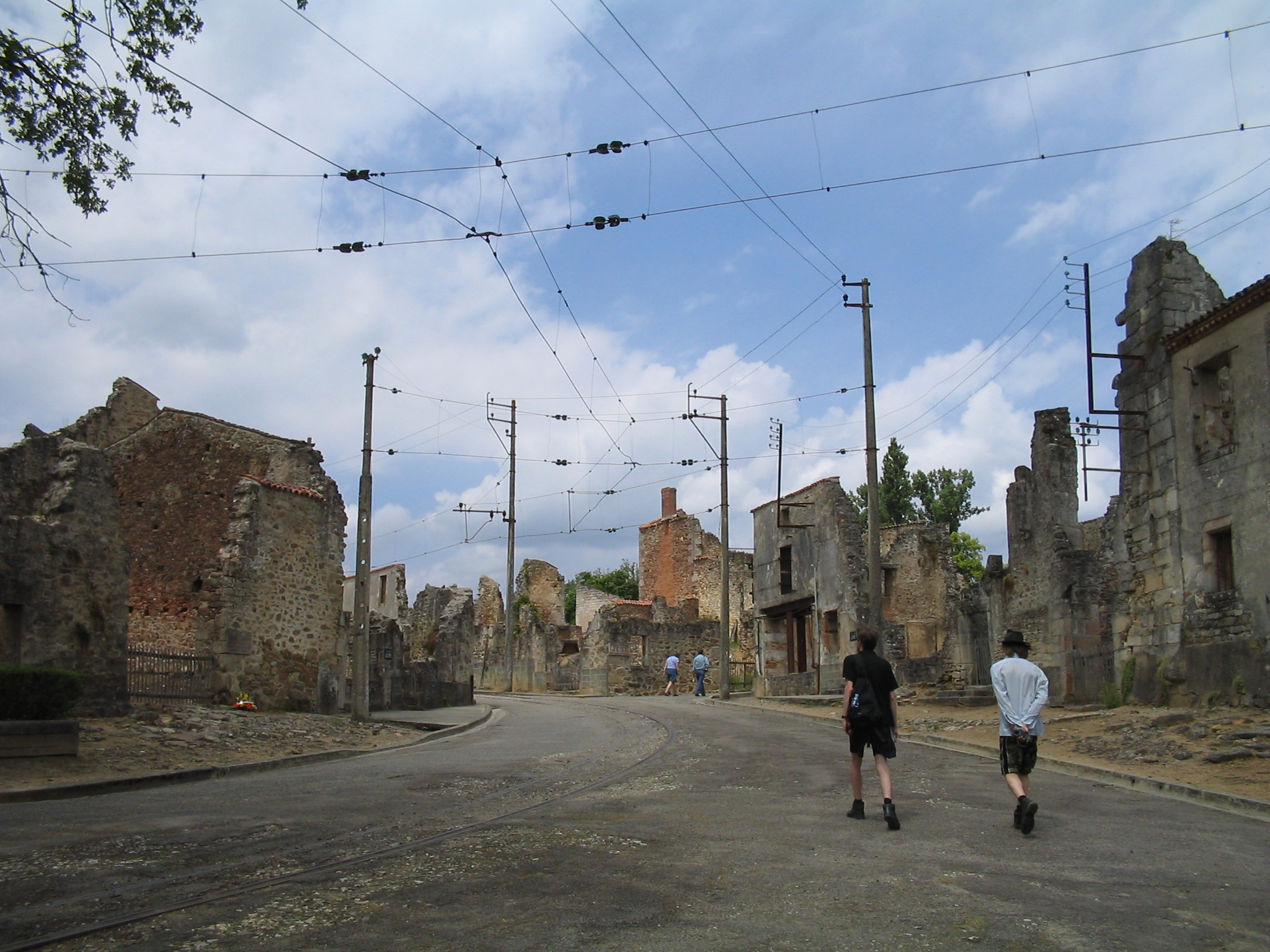
Visitantes ascendiendo por una de las calles del village martyr (pueblo mártir) de Oradour-sur-Glane, conservado en el estado en el que quedó tras su destrucción el 10 de junio de 1944 por una unidad del Waffen-SS. Símbolo de los crímenes de guerra cometidos en Francia durante la ocupación nazi y el régimen colaboracionista de Vichy, en la Segunda Guerra Mundial. A la entrada del lugar, declarado Monumento nacional de Francia en 1946, un cartel con la inscripción en idioma francés Souviens-toi, invita al recuerdo y memoria de las 642 víctimas civiles asesinadas.

Hasta el año 2019 se conocía el asesinato de 642 personas, contabilizándose 190 hombres fusilados, 245 mujeres y 207 niños ametrallados y quemados en la iglesia, de ellos 18 españoles, casi todas las personas presentes en la población. En 2019 se identificó la víctima 643 gracias al trabajo del profesor David Ferrer Revull: la aragonesa Ramona Domínguez Gil (Mianos, 1871), la española número 19. 
El pueblo, además, vio destruida la mayor parte de sus edificios e infraestructuras tras su pillaje e incendio, quedando completamente en ruinas; los pocos supervivientes escaparon escondiéndose en la Abadía de Munch, que contaba con un foso y un puente levadizo. Los monjes ayudaron a un grupo de madres y sus hijos, así como a 6 judíos, a escapar por el desagüe, de casi 800 metros, en la oscuridad total.
El testimonio de las escasas víctimas supervivientes permitió una reconstrucción de los hechos pero la muerte o desaparición en combates posteriores de la mayor parte de los soldados y oficiales que participaron en la matanza, ha alimentado diferentes teorías sobre las razones del por qué fue elegida esta población o de las motivaciones de los atacantes, siendo la más creíble el homicidio de un Capitán SS, que fue asesinado en su vehículo por los Partisanos con una granada. En cualquier caso, Oradour, irrelevante desde el punto de vista militar y sin relación directa con ninguna acción previa, fue escenario en el frente occidental de las particulares prácticas de terror y violencia aplicadas por los nazis en el marco de la política de Guerra Total, experimentadas ya en el frente del Este abierto desde 1941, con el fin de intimidar a la oposición de la población civil y la acción de los partisanos y guerrilleros, agrupados en Francia bajo la denominación de la llamada Resistencia.
Al final de la guerra, las ruinas de la población fueron mantenidas en su estado por orden del gobierno francés de Charles de Gaulle, como recuerdo de este crimen y símbolo de los sufrimientos causados por la ocupación nazi, deviniendo un símbolo, al igual que otras villas europeas objeto de similares ataques como Lídice o Marzabotto, deseando igualmente crear un lugar de reconciliación y unidad nacional:

Oradour-sur-Glane es el símbolo de las desgracias de la patria. Conviene preservar su recuerdo, pues hace falta que nunca más semejante desgracia se reproduzca. ("Oradour-sur-Glane est le symbole des malheurs de la patrie. Il convient d'en conserver le souvenir, car il ne faut plus jamais qu'un pareil malheur ne se reproduise.")
Discurso de Charles de Gaulle, Oradour-sur-Glane, marzo de 1945

Sin embargo, el llamado Proceso de Oradour-sur-Glane, celebrado por el Tribunal Militar de Burdeos en enero de 1953, generó una profunda división en la sociedad francesa y su resolución devino un asunto de Estado. Instruido con ciertas deficiencias debido a su complejidad, el proceso fue desarrollado en medio de una gran controversia, al realizarse en ausencia de los oficiales principales responsables de la unidad, como Adolf Diekmann, oficial directo al mando del ataque que resultó muerto en Normandía pocas semanas después, y encontrarse entre los acusados varios soldados reclutas SS de origen alsaciano, pertenecientes al colectivo conocido como los Malgré-Nous lo que provocó las protestas de los representantes políticos y de la población alsaciana, enfrentada a las reclamaciones de una sentencia severa por parte de la opinión pública del Lemosín y de los comunistas, antiguos resistentes. La voluntad de unidad de sectores del gaullismo y del socialismo francés, decidió que finalmente se optara por una condena y la posterior declaración de amnistía de los Malgré-Nous, pero no se pudo evitar el rechazo de los representantes de las víctimas y las difíciles relaciones posteriores entre las regiones de Lemosín y Alsacia, hasta que la reconciliación entre ambas fue representada en 1994 durante la visita oficial del alcalde de Estrasburgo al sitio de Oradour.
Un nuevo proceso fue abierto en 1983 por la justicia de la República Democrática Alemana, en contra del Obersturmführer Heinz Barth, jefe de una de las secciones de la compañía y juzgado en rebeldía en Burdeos, resultando condenado a cadena perpetua pero posteriormente liberado por motivos de salud, sin que fueran aportados nuevos datos o se revisaran los ya conocidos. El General Heinz Lammerding, responsable de la División Das Reich y juzgado por el episodio de Tulle, cometido la víspera del de Oradour, murió en 1971 en Alemania occidental tras haber llevado una exitosa carrera empresarial, beneficiándose del marco jurídico que impidió su extradición solicitada infructuosamente por la justicia francesa. Otros responsables de la cadena de mando como Erich Kahn, comandante de una compañía, o Sylvester Stadler, jefe del regimiento, también evitaron su procesamiento.

## Contexto

### Oradour: un pueblo corriente del Limousin
La comuna de Oradour-sur-Glane, situada en la ribera del río Glane, es frecuentemente descrita como una localidad corriente del medio rural del Lemosín. La comuna formaba parte del distrito de Rochechouart, de cuyo núcleo distaban unos 25 km al sudoeste a través de la carretera que enlazaba con la vecina Saint-Junien. Otra carretera local la conectaba con la nacional N141 que comunicaba con la capital Limoges, unos 25 km al sureste y de aquí, la N20 conectaba 100 km al Sur con Tulle. Al Oeste lindaba con la comuna de Neuil. Su topónimo "Oradour", que procede del latín oratorium, era compartido con la localidad de Oradour-sur-Vayres, situada al Sur de Rochechouart.
En vísperas de la destrucción, conservaba su carácter acogedor y apacible tradicional, disfrutando de un paisaje agradable que había sido incluso fuente de inspiración para diversos artistas desde el siglo XIX, como el pintor paisajista Camille Corot. En el núcleo urbano, que agrupaba edificaciones realizadas con cierto gusto y numerosos comercios, destacaba su iglesia, monumento catalogado por la entonces Administración de Bellas Artes del Lemosín y testigo del pasado religioso de la comuna, cuya nave y capillas laterales databan del siglo XV, y su torre-campanario fortificada del siglo XVI. El núcleo disponía de dos hoteles cuyos restaurantes eran muy frecuentados por los vecinos, y que solían albergar a los visitantes aficionados a la pesca en el río Glane.
Según el censo de 1936, contaba con 1.574 habitantes, de los cuales 330 vivían en el núcleo urbano. La Segunda Guerra Mundial y las operaciones de la Batalla de Francia en la primavera de 1940 aumentaron esta población al acoger a refugiados, al igual que el resto de la región de Lemosín, provenientes de las regiones del Norte y Este, próximas a los frentes de combate. Tras el armisticio de 1940, quedó adscrita a la zona bajo control del Gobierno de Vichy.
En 1944, Oradour cobijaba especialmente a un nutrido grupo de pensionistas y refugiados de las clases acomodadas, junto con niños de originarios del Mediodía-Pirineos y de la Provenza, así como varias familias de españoles refugiados del régimen de Franco, alsacianos, loreneses y varios judíos. A pesar del incremento demográfico, su economía, centrada en un sector excedentario agrícola, y especialmente en una ganadería fecunda, evitó a la población los problemas de abastecimiento, una de las principales preocupaciones de los civiles durante la guerra, sirviendo incluso de centro de aprovisionamiento para las comunas vecinas y de la capital Limoges, a unos 25 km al sur, que disponían del servicio de tranvía para sus desplazamientos. En líneas generales, los autores destacan que se había establecido entre los vecinos y refugiados una impresión de vida en seguridad y tranquilidad, reforzada por la ausencia de actividad guerrillera por parte del maquis.
En la mañana del sábado 10 de junio de 1944, había en Oradour-sur-Glane una particular afluencia de vecinos propios y refugiados, convocados por la celebración de una visita médica para los niños y por una distribución de tabaco, así como de forasteros en descanso de fin de semana. A la hora del almuerzo, los restaurantes de los hoteles estaban a rebosar, principalmente por los pensionistas, mientras que los profesores de los dos grupos escolares de Oradour, que contaban con 191 inscritos, se preparaban para la vuelta a las clases de la tarde. Durante la guerra, confiando en el relativo aislamiento del lugar, muchos residentes acomodados de Limoges guardaron sus coches en graneros en Oradour para esconderlos de los alemanes.

### El Waffen-SS y la división "Das Reich"

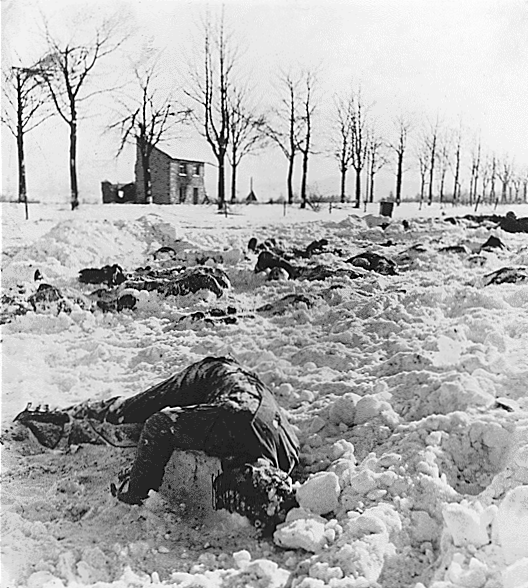
Imagen de los cuerpos de soldados prisioneros de guerra estadounidenses ejecutados por unidades del Waffen-SS en Malmedy 1945. El Waffen-SS, cuerpo de combate especialmente adoctrinado, era también el brazo ejecutor de las directivas represoras del III Reich, tanto en combate, con la violación de las convenciones de guerra, como en contra de la población civil, siendo ejecutores de la Solución Final o de actos de violencia sobre civiles indefensos, como en la tragedia de Oradour-sur-Glane. El Waffen-SS fue declarado organización criminal en 1946.

El Waffen-SS conformaba junto con la Allgemeine-SS, que incluía también la Gestapo, la organización del SS, organización paramilitar del partido nazi dirigida desde 1929 por Heinrich Himmler y uno de los pilares del Estado nacionalsocialista alemán. A partir de marzo de 1940, fueron integradas en las fuerzas armadas, operacionalmente encuadradas en la Wehrmacht o ejército regular. Provistas de los medios militares necesarios para su uso como cuerpo de élite, el Waffen-SS llegó a constituir 39 divisiones de combate, cuyos cuadros de mando y oficiales, a diferencia de los del ejército regular, eran miembros seleccionados del partido nazi específicamente adoctrinados en las teorías de superioridad racial y la obediencia al Führer en escuelas exclusivas. Aunque en gran parte las tropas del Waffen-SS estaban constituidas por voluntarios alemanes, el ataque a la Unión Soviética en 1941 y el posterior devenir de la guerra generalizaron la integración de voluntarios de nacionalidades extranjeras y finalmente, de conscriptos. El Waffen-SS participó en las principales batallas y acciones de guerra de todos los frentes, siendo también el brazo ejecutor de las políticas características de violencia y represión criminal establecidas por el III Reich y así, responsables de la custodia de los campos de concentración, de la aplicación de la llamada Solución Final, del asesinato masivo de oponentes políticos, partisanos, prisioneros de guerra y en general, de los actos de abusos en contra de la población civil de los territorios ocupados. En 1946, el Waffen-SS fue juzgado y declarado organización criminal durante los Juicios de Núremberg.
El origen de la 2.ª Waffen-SS Panzerdivision "Das Reich" remonta a las campañas de los Países Bajos y Francia en 1940, cuando fue constituida a partir de unidades originarias de las primeras secciones militarizadas del SS, llamadas SS-Standarten. Inicialmente acantonada en preparación de la invasión de Gran Bretaña, es enviada en primavera de 1941 a Rumanía, desde donde participó en la invasión de Yugoslavia y de Grecia, destacando en la toma de Belgrado, en abril de 1941. Poco después, fue trasladada a Polonia en vistas del inminente ataque a la Unión Soviética, quedando integrada en el Grupo de Ejército Centro que intervino en la batalla de Yelnia, cerca de Smolensko. En noviembre de 1941, la "Das Reich" se encuentra en las proximidades de Moscú, donde sufrirá numerosas bajas tanto en combate como por acción del riguroso invierno ruso, y será en gran parte retirada del frente y enviada nuevamente a Francia para su reorganización y rearmamento como SS Panzer-Grenadier Division. En noviembre de 1942, unidades de la "Das Reich" son enviadas en la zona libre de Francia e interviene en las fracasadas operaciones de para evitar el hundimiento de la flota francesa en Toulon. En 1943 regresa al frente oriental, interviniendo en la Batalla del saliente de Kursk tras la cual es nuevamente reconfigurada, esta vez como SS-Panzer-Division "Das Reich" y transferida al Oeste, a excepción de una parte que permanece en el frente con el nombre de Kampfgroup Lammerding. El Kampfgroup Lammerding pudo ser rescatado tras haber sido rodeado por fuerzas soviéticas en el invierno de 1943-44 y enviado a unirse con el resto de la "Das Reich", si bien, quedaría en el Este una nueva porción que con el nombre de Kampfgroup Weidinger, participaría en las maniobras de retirada entre Proskurov y Tarnopol.

Emblema de la División Waffen-SS "Das Reich". El símbolo empleado es el Wolfsangel, una especie de arpón o gancho marino, usado tradicionalmente en la heráldica germánica pero que posteriormente, ha devenido un símbolo usado también por los grupos neonazis en Europa.

Durante el periodo de reorganización en el suroeste de Francia, en 1944 la "Das Reich", encuadrada en el Grupo de Ejército G al mando, desde mayo de 1944, del general Johannes Blaskowitz, fue acumulando retrasos en el calendario establecido debido, entre otros factores, a su implicación en otras tareas que las propiamente de reestructuración como eran las de represión de la Resistencia, actitud defendida por Lammerding, y por la que ya era conocido y criticado entre la jerarquía militar. Así, el 11 de mayo de 1944, efectivos de la "Das Reich" participaron simultáneamente en acciones de represalia en las ciudades de Montperzat-de-Quercy, Saint-Cère, Bagnac, Cardaillac, Lauze, Caylus, Cadrieu, Frontenac, Figeac y Terrou, donde se cometieron abusos y actos de violencia contra la población civil.

## Francia dividida: Vichy y la Resistencia
En las semanas precedentes al desembarco en Normandía de las fuerzas aliadas el 6 de junio de 1944, el esfuerzo de la Resistencia tuvo por objetivo incrementar la actividad de sabotaje y el hostigamiento de las fuerzas que el ejército alemán mantenía en reserva en las zonas interiores de Francia. La región del Macizo Central se convirtió así en uno de los problemas principales para las tropas de ocupación y del régimen colaborador de la Francia de Vichy.

## La Masacre

### El trayecto de la divisiónDas Reichen el Limousin: represión en Tulle
El 5 de junio de 1944, Heinz Lammerding remitió un informe al Alto Mando del 58.º Cuerpo sobre el tema de la resistencia, calificada por los alemanes como "grupo terrorista". En aquel memorándum, Lammerding formalmente proponía una serie de medidas represivas e insistía en la necesidad propagandística de "criminalizar" a la Resistencia, aislándola de la "comunidad nacional" y responsabilizándola de la represión.
El día 7 de junio, las fuerzas del FTP atacan la guarnición alemana de Tulle compuesta por soldados del 95.º Regimiento de Seguridad y toman el control de la ciudad. El 8 de junio, recibidas las noticias del ataque en Tulle y con el frente abierto de la batalla de Normandía, el alto mando decide la movilización de la división Das Reich desde Montauban, junto con la 189.ª División de Infantería, para tomar el control del 66.º Grupo de Reserva,
en el sector de Tulle y Limoges, con el objetivo de realizar un golpe inmediato por medio de fuerzas poderosas. Esa misma tarde, el grupo de combate formado por 8.700 soldados alcanza el sector de la ciudad de Tulle, hacia donde se dirige un batallón de reconocimiento del regimiento Der Fuhrer bajo el mando del mayor Heinrich Wulff. Tras recuperar el control de la ciudad, son descubiertos los cuerpos de 39 alemanes muertos, y se toma la decisión de actuar en represalia.
Al día siguiente, 9 de junio, bajo la supervisión del mayor Aurel Kowatsch, civiles varones franceses retenidos son seleccionados al azar y ejecutados por ahorcamiento en balcones, árboles y farolas, en múltiples lugares en la ciudad para la exhibición pública de sus cuerpos, otros 20 hombres del servicio de guardarraíles son fusilados y varios cientos arrestados para su deportación en Alemania Lammerding declaró que cuando se presentó en Tulle, la acción ya se había ejecutado, apuntando a que la decisión de la represalia en aquellos términos habría sido tomada por el mayor Wulff o por el oficial Albert Stuckler. Durante la jornada, los encuentros entre resistentes y las unidades de la Das Reich se multiplicaban por el sector de Tulle.
Ese mismo día, la concreción de las propuestas de Lammerding del día 5 llegaría al publicarse el comando de la Das Reich la Orden del Día denominada "Actitud con respecto a las bandas guerrilleras y tácticas para su combate", donde se especificaban el alcance y grado de la respuesta mínima exigible ante las acciones de la resistencia. Para el investigador Keith Comess, esta y otras acciones simultáneas emprendidas por el alto mando alemán, el OK-West, sentaron las bases que desencadenaron la implantación en el frente occidental de las tácticas de represión ya aplicadas en los años anteriores por el Waffen-SS en el frente oriental y en particular por la Das Reich.
Algo más al norte, en el área de Limoges, el mismo día 9 de junio diferentes unidades tomaron posiciones en diversos lugares del Distrito de Rochechouart, instalándose en la propia Rochechouart, en la comuna de Oradour y en la de Saint-Junien.
En Rochechouart, el mismo día 9 tienen lugar diversos incidentes provocados por los Waffen-SS, sin que hubiera habido previamente acciones de oposición de los resistentes, que prevenidos de la llegada, tuvieron tiempo de abandonar el pueblo. El alcalde es retenido e interrogado, son requisados los vehículos privados y se responde con culatazos de fusil a los vecinos que se atreven a protestar. En la mañana del día siguiente, desde un nido de ametralladora instalado en una torre del pueblo, son tiroteados varios transeúntes y campesinos, causando la muerte a una anciana, mientras que un destacamento salido de Rochechouart, asesina a un obrero al que acusan de ser de Lorena, en la vecina pequeña villa industrial de Saillat.
Simultáneamente a estos hechos del día 9 y de la mañana del 10 de junio, tienen lugar reuniones entre los oficiales principales del Waffen-SS y con la milicia francesa de Limoges, que deciden organizar la acción sobre Oradour, aprovechando el desplazamiento de la división desde Saint-Junien a Nieul, donde se la espera para el día 10 por la noche.
La respuesta del ejército alemán al Desembarco de Normandía del 6 de junio de 1944 y la consecuente batalla, exigió la movilización de las unidades de reserva, acantonadas en diferentes lugares del interior de Francia, exponiéndose durante este trayecto hacia el frente de Normandía, al hostigamiento por parte de las fuerzas de la Resistencia en su labor de sabotaje y apoyo a las fuerzas aliadas. La División SS Das Reich, veterana del Frente Oriental, inició su desplazamiento desde la región de Toulouse, pero una vez alcanzada la zona del Lemosín, donde la actividad de maquis es particularmente intensa, varias de sus unidades son requeridas para realizar una operación de "limpieza", de acuerdo a las técnicas de represión y terror sobre la población civil aplicadas por las SS en las regiones de Europa oriental.

## Oradour: 10 de junio de 1944
El relato de los detalles de la matanza ha podido reconstruirse en base al testimonio de los escasos civiles supervivientes, testigos directos de los hechos en diferentes puntos de la villa, difundido desde entonces por numerosos medios de comunicación internacionales. Hacia las 14:15 h, coincidiendo con el final del almuerzo, una columna compuesta de una decena de vehículos, 3 camiones y 2 blindados semioruga remontó la vía de entrada a Oradour desde la carretera de Limoges y parte de los 150 soldados comandados por Adolf Diekmann, vestidos con ropas de camuflaje, inició su despliegue por el núcleo urbano mientras los dos blindados tomaban posición enfrente de la iglesia. Los militares buscaron al «tambour de ville», Jean Depierrefiche, que también era el herrero, para que recorriese las calles convocando a todas las personas a presentarse en la plaza del mercado para inspección de sus documentos de identificación. Mientras tanto, otros soldados fueron en busca de los vecinos que se encontraban en sus viviendas o puestos de trabajo, forzando a algunos con brutalidad y brusquedad a dirigirse al punto de agrupamiento sin más miramientos. Así pudo verse a personas enfermas sacadas de sus camas en pijama, o al panadero, Marcelin Thomas, llevado todavía cubierto de harina y en cuya casa fue instalado un puesto de mando desde donde se dirigió la maniobra de reagrupamiento ejecutada con disciplina y método. Mientras los alemanes mataban a los hombres de Oradour, las mujeres habían sido encerradas en la iglesia. Aproximadamente a las cinco, entraron dos soldados y colocaron un gran cofre sobre el altar. Se retiraron, colocando una larga mecha, que encendieron antes de cerrar la puerta. Momentos después, el cofre explotó, liberando nubes de humo asfixiante y reventando algunas de las ventanas de la iglesia. En el caos que siguió, los soldados abrieron la puerta y rociaron al grupo con disparos. Amontonaron material inflamable sobre algunos de los cuerpos, prendieron fuego a las bancas de la iglesia y abandonaron el edificio. Solo una mujer logró salvarse de la conflagración, Marguerite Rouffanche, una mujer de cuarenta y siete años que formaba parte de un grupo que se adentraba en la sacristía en busca de aire fresco. Mientras la iglesia ardía, se arrastró detrás del altar y encontró un taburete que se usaba para encender velas. Se las arregló para trepar y salir por la ventana.
Al cabo de unos 20 minutos y con la plaza llena de gente, de la cual, un tercio eran niños, el comandante se dirigió mediante el intérprete al alcalde de Oradour. Acusando al pueblo de servir de depósito de armas para la guerrilla, Dickmann le ordenó seleccionar a 30 rehenes. El alcalde respondió rechazando la acusación pues la realidad era que no existían esas armas, pero se puso él mismo a disposición del oficial.
Los Waffen-SS procedieron entonces a separar a los hombres de las mujeres y niños, para llevarlos en grupo hacia las afueras del pueblo, mientras que estos últimos eran retenidos y conducidos hacia el interior de la iglesia. La maniobra no había terminado cuando una granada de humo explotó en la iglesia, desencadenando la reacción de pánico en las mujeres y niños a la que sin embargo, los Waffen-SS respondieron acribillándolos con los fusiles automáticos, pereciendo todos menos Marguerite Rouffanche que pudo escapar por una ventana. La explosión sirvió también como señal acordada para que los soldados apostados con ametralladoras pesadas en las afueras iniciaran el fusilamiento de los varones agrupados, a término del cual, los soldados caminaron entre los cuerpos tendidos para, inspeccionádolos pistola en mano, disparar sobre los que todavía agonizaban. Después, durante varios días se fueron agrupando los cadáveres y tras cubrirlos con cal viva, se les prendió fuego mientras que de manera sistemática, se procedió al incendio de cada uno de los edificios del pueblo, hasta la partida definitiva de la unidad hacia el frente de Normandía el 13 de junio.
Entre las víctimas se encontraban diecinueve exiliados republicanos españoles de seis familias con niños de corta edad.
Apenas una semana después, la edición de la revista Time se hizo eco de la matanza y publicó un relato de la misma, identificando al regimiento responsable y formulando la hipótesis de la posible confusión de Oradour-sur-Glane con Oradour-sur-Vayres, a unos 30 km al sudeste, donde sí se apuntaba a la existencia de un depósito de armas maquis.

## Procesos judiciales
Desde enero de 1953, en una vista que duró cerca de un mes, fueron juzgados 65 militares supervivientes de la unidad Waffen-SS y acusados por su intervención en la matanza, de los cuales solo 21 pudieron ser presentados ante el tribunal, 14 alsacianos y 7 alemanes, mientras que el resto fueron juzgados en rebeldía.
Por el asesinato de los 642 habitantes de Oradour, únicamente dos de los acusados fueron condenados a muerte, además de todos los juzgados en rebeldía, entre quienes se encontraba el del Obersturmführer Heinz Barth. El resto, salvo un caso de absolución, fue condenado a penas de prisión o de trabajos forzados.
En torno al proceso se desarrolló un ambiente de profunda división en Francia. Los veredictos provocaron un intenso movimiento de protesta en Alsacia, mientras que en el Lemosín se exigía un castigo severo. Las protestas en Alsacia propiciaron que la Asamblea Nacional aprobase, el 19 de febrero de 1953 la amnistía para los malgré-nous del proceso, que quedaron inmediatamente libres, salvo el condenado a muerte. A los cinco alemanes se les redujeron las penas y quedaron libres unos meses después. Las dos penas capitales fueron conmutadas por cadena perpetua en septiembre de 1954 y ambos hombres estaban libres en 1959. Los juzgados en rebeldía (con excepción de Barth) no tuvieron problema alguno en lo sucesivo.
El General Heinz Lammerding, responsable de la División Das Reich murió en 1971 en Alemania occidental tras haber llevado una exitosa carrera empresarial.
Heinz Barth (1920-2007), que vivía en la RDA y que había ocultado su verdadera identidad, fue procesado en 1983 por sus crímenes en Oradour, como uno de los oficiales de mayor rango entre quienes participaron en la masacre, siendo condenado a cadena perpetua. Debido a su estado de salud quedó en libertad en 1997. Barth había participado también en la matanza de Lídice (Bohemia y Moravia), en 1942.

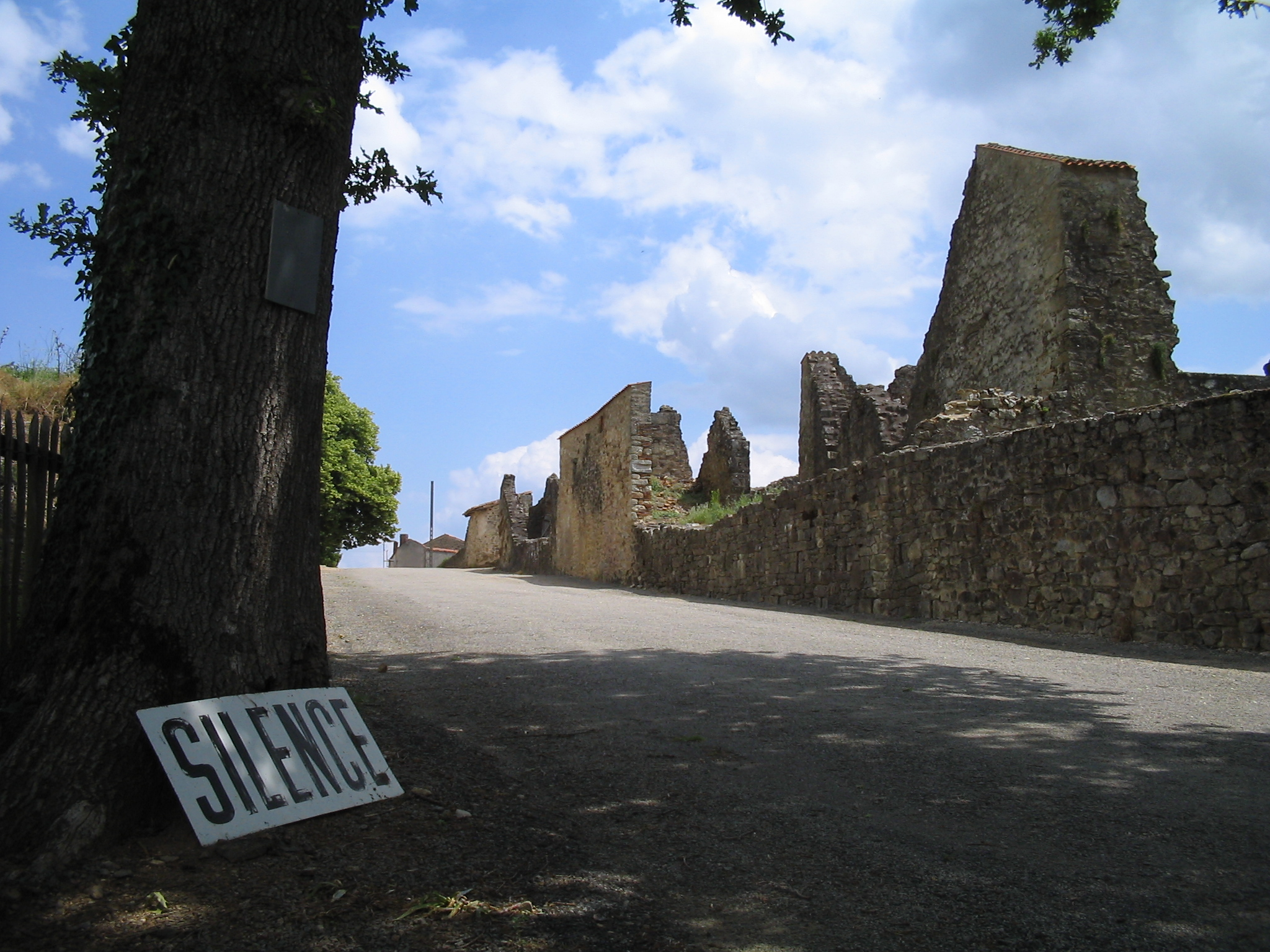
Una de las entradas a Oradour-sur-Glane.
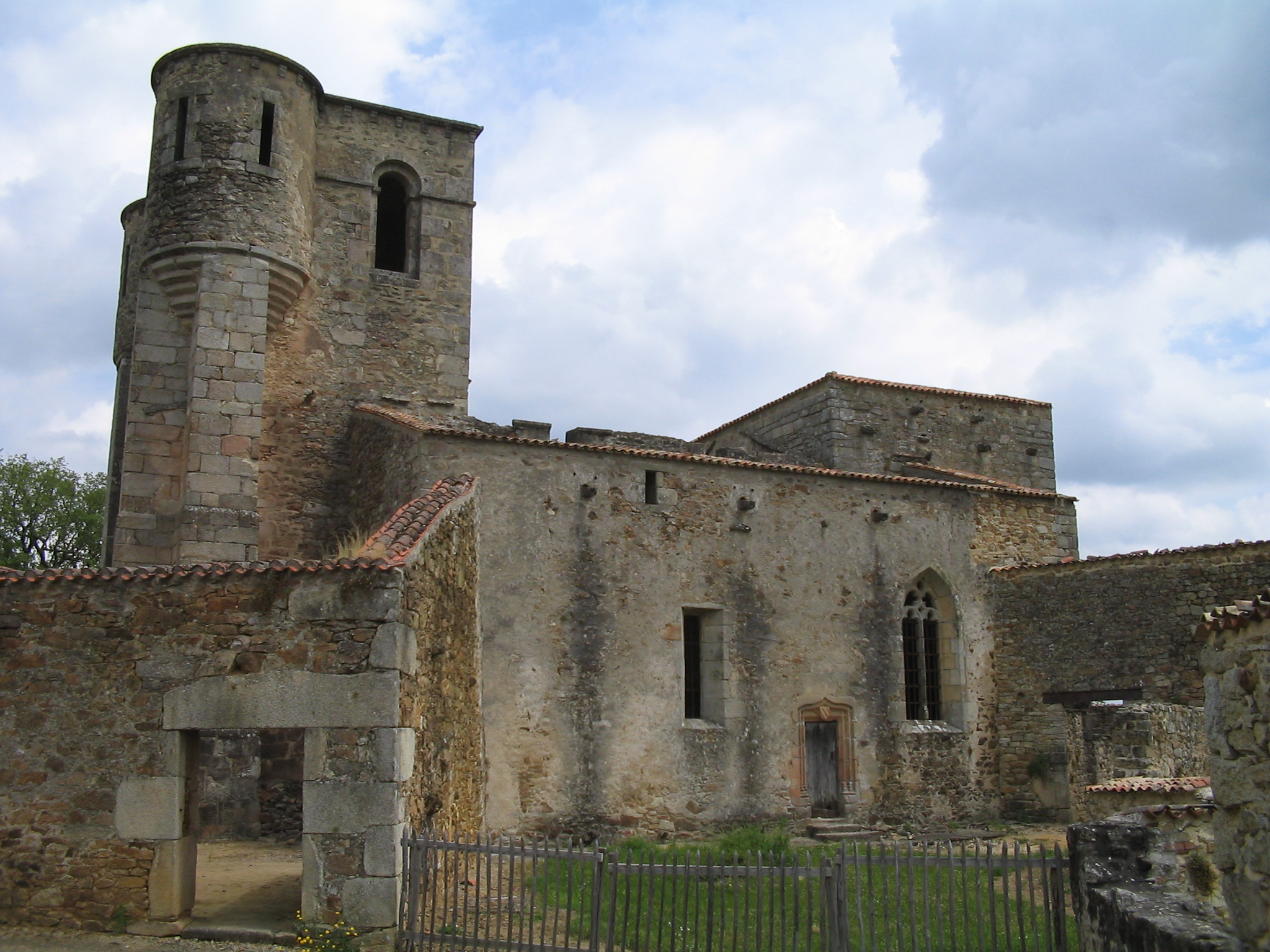
La iglesia donde las mujeres y los niños fueron quemados.
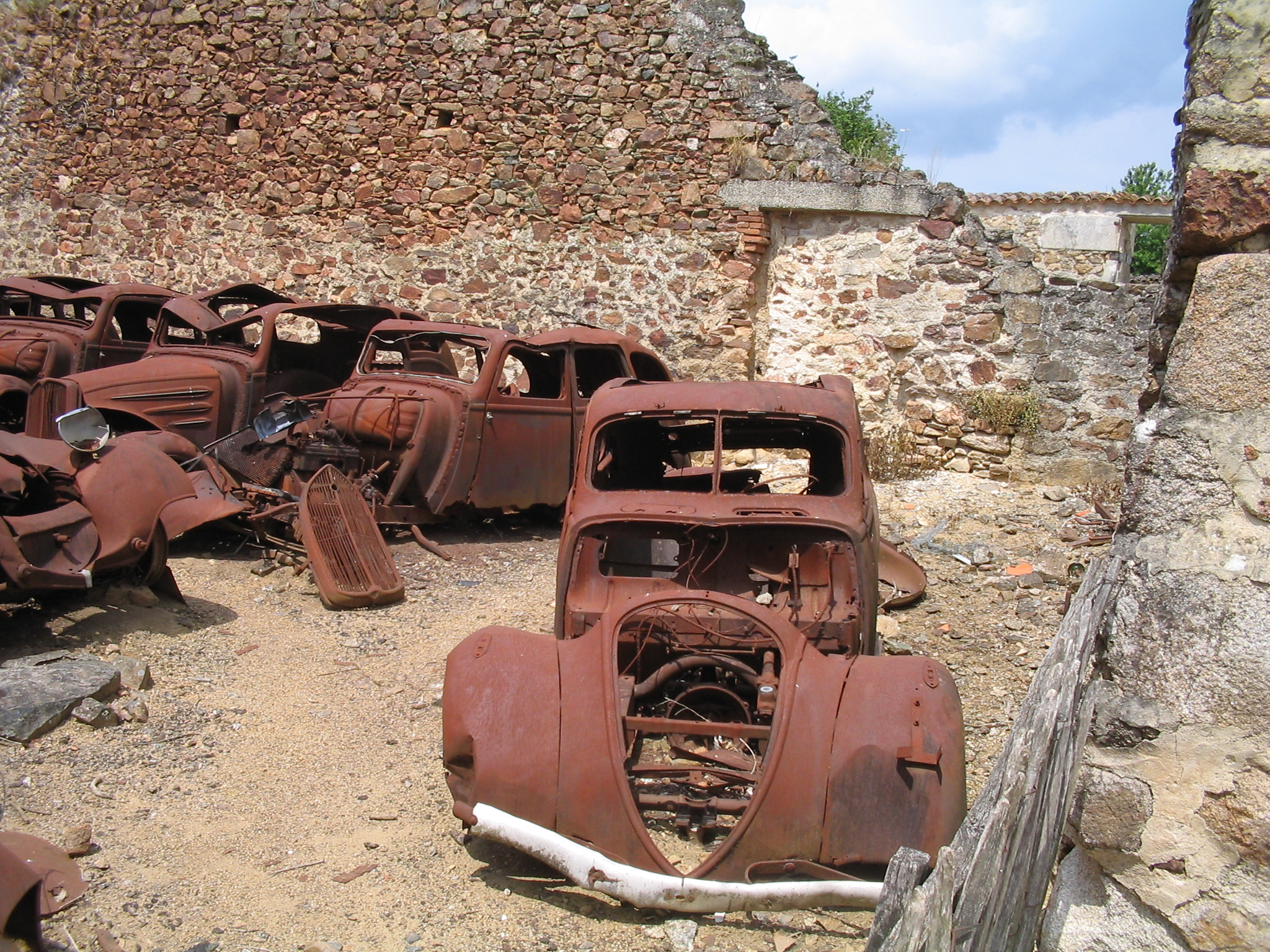
Vehículos incendiados.
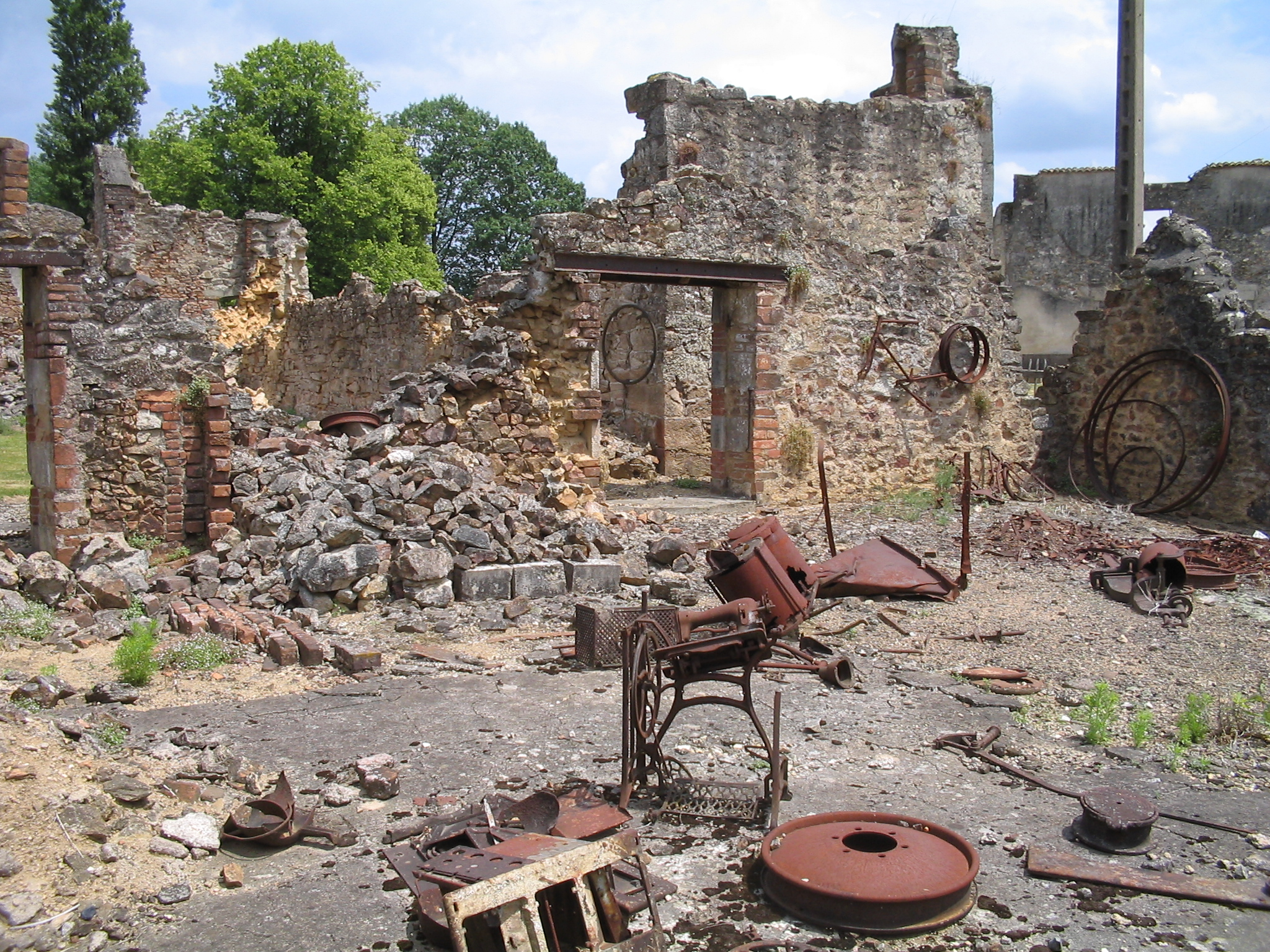
Interior de una casa en Oradour-sur-Glane.

## El Memorial de Oradour

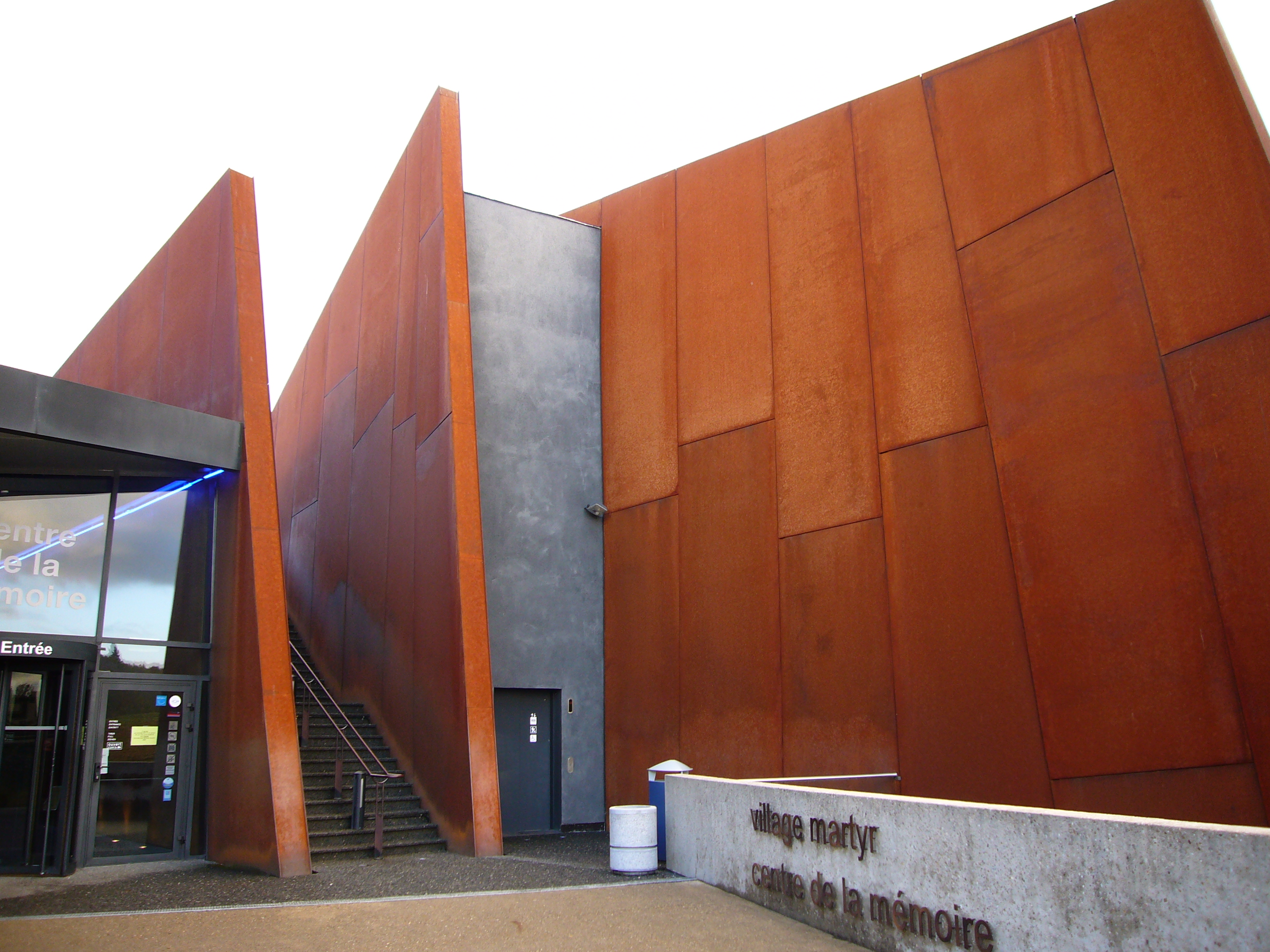
Entrada al "Centre de la mémoire d'Oradour-sur-Glane" inaugurado en 1999 por el presidente de la República, Jacques Chirac.

La constitución del Centre de la mémoire d'Oradour-sur-Glane se remonta a finales de los años 1980 cuando fue presentado el proyecto bajo los auspicios de las autoridades regionales y la iniciativa de la Association nationale des Familles des Martyrs d'Oradour-sur-Glane. Inaugurado el 16 de julio de 1999, el edificio del Memorial, construido en un estilo contemporáneo a imagen de otros centros similares en Francia, alberga un espacio para la exposición permanente y salas anexas para la exhibición de muestras temporales y desde el año 2002, ha recibido la visita de más de 300.000 personas. El centro coopera activamente con otros organismos internacionales, como el Servicio Austriaco de la Memoria.